# Русенбергер, Марсель
Марсель Русенбергер (нем. Marcel Russenberger, род. 5 сентября 1958 в Мерисхаузене, Швейцария) — швейцарский профессиональный велогонщик. Участник Тур де Франс и Джиро д'Италия.
Принял участие в чемпионате мира 1983 года, но не финишировал в гонке. Бронзовый призёр чемпионата мира по маутинбайку 1994 среди ветеранов, серебряный (1986) и бронзовый (1987) призёр чемпионата Швейцарии по велокроссу, серебряный призёр чемпионата Швейцарии по маунтинбайку 1994.
В настоящее время проживает в городе Бенд (штат Орегон).

## Достижения
1982
22-й Тур дю От-Вар
10-й Милан — Турин
9-й Тиррено — Адриатико
47-й Милан — Сан-Ремо
32-й Тур Фландрии
50-й Тур Пикардии
60-й Критериум Дофине
32-й Тур Швейцарии
33-й Вуэльта Каталонии
56-й Париж — Тур
1983
8-й Милан — Турин
61-й Критериум Интернациональ
45-й Флеш Валонь
25-й Льеж — Бастонь — Льеж
36-й Тур Швейцарии
34-й Гран-при кантона Аргау
6-й Кубок Бернокки
9-й Джиро дель Лацио
1984
51-й Гент — Вевельгем
1985
5-й Чемпионат мира по велокроссу
78-й Критериум Интернациональ
14-й Тур Люксембурга
59-й Тур Швейцарии
89-й Гран-при кантона Аргау
1986
12-й Чемпионат мира по велокроссу
112-й Критериум Интернациональ
82-й Чемпионат Цюриха
64-й Тур Швейцарии
41-й Тур Арморики
17-й Гран-при кантона Аргау
1987
17-й Чемпионат мира по велокроссу

## Статистика выступлений

### Гранд-туры
| Гонка           | 1982 | 1983 | 1984 |
| --------------- | ---- | ---- | ---- |
| Джиро д'Италия  | —    | —    | 133  |
| Тур де Франс    | 119  | 87   | 123  |
| Вуэльта Испании | —    | —    | —    |

| — | Не участвовал |